# Todd Haynes
Todd Haynes (Encino, 2 de janeiro de 1961) é um diretor independente, roteirista e produtor cinematográfico americano. Considerado pioneiro do "New Queer Cinema", movimento cinematográfico que surgiu no início dos anos 90. Foi indicado ao Oscar pelo curta-metragem "Superstar: A História de Karen Carpenter", Todd Haynes utilizou bonecas Barbie como atrizes para encenar o falecimento por anorexia da cantora, e que acabou se tornando um clássico cult underground. O primeiro filme de Haynes, "Veneno", recebeu o prêmio do Grande Júri no Sundance Festival. O filme seguinte foi "Dottie Gets Spanked", um curta-metragem que a revista The Village Voiceconsiderou como sendo "Uma Visão Pop da Arte do subúrbio dos anos 50".
Seu segundo trabalho "A Salvo" foi indicado como o Melhor Filme do Ano pelos críticos dos periódicos "The Boston Globe", "Film Comment" e da revista "Interview Magazine", entre outros. The Village Voice foi ainda além, considerando-o como o melhor filme dos anos 1990. "A Salvo" também marcou a primeira das várias colaborações da grande e célebre atriz Julianne Moore com o diretor.
O terceiro filme de Haynes foi o potente drama do rock chamado "Velvet Goldmine", no qual estrelaram os atores Ewan McGregor, Jonathan Rhys Meyers, Christian Bale e Toni Collette. O jornal The New York Times descreveu o filme como sendo "brilhantemente surreal"; e o Festival de Filmes de Cannes agraciou o filme com um prêmio de Melhor Contribuição Artística do festival.
"Longe do Paraíso", quarto longa de Haynes, foi o trabalho mais aclamado pela crítica em 2002. Estrelando Julianne Moore, Dennis Quaid e Dennis Haysbert, o filme levou vários prêmios da crítica em todo o país, incluindo-se aí a Associação dos Críticos de Nova York. "Longe do Paraíso" ainda foi reconhecido com quatro indicações ao Oscar, incluindo Melhor Atriz para Julianne Moore e Melhor Roteirista para Todd Haynes.

## Filmografia

### Longa-metragem
| Ano  | Título                 |
| ---- | ---------------------- |
| 1991 | Poison                 |
| 1995 | Safe                   |
| 1998 | Velvet Goldmine        |
| 2002 | Far from Heaven        |
| 2007 | I'm Not There          |
| 2015 | Carol                  |
| 2017 | Wonderstruck           |
| 2019 | Dark Waters            |
| 2021 | The Velvet Underground |
| 2023 | May December           |

### Curta-metragem
| Ano  | Título                               |
| ---- | ------------------------------------ |
| 1978 | The Suicide                          |
| 1985 | Assassins: A Film Concerning Rimbaud |
| 1987 | Superstar: The Karen Carpenter Story |

### Televisão
| Ano  | Título              | Notas                         |
| ---- | ------------------- | ----------------------------- |
| 1993 | Dottie Gets Spanked | Curta-metragem para TV        |
| 2011 | Mildred Pierce      | Minissérie                    |
| 2013 | Enlightened         | Episódio: "All I Ever Wanted" |
| 2013 | Six by Sondheim     | "I'm Still Here"              |